# Bazelówka
Bazelówka (395 m) – wzniesienie w miejscowości Ryczów w województwie śląskim, w powiecie zawierciańskim, w gminie Ogrodzieniec. Znajduje się na wschodnich obrzeżach wsi, przy jej granicy ze Złożeńcem. Pod względem geograficznym znajduje się na Wyżynie Ryczowskiej wchodzącej w skład Wyżyny Częstochowskiej. 
Bazelówka jest porośnięta lasem, ale jest to las młody, a na mapie lotniczej Geoportalu widoczne są jeszcze prostokątne zarysy dawnych pól uprawnych. W przeszłości Bazelówka była więc w znacznie większym stopniu niż obecnie, lub w całości zajęta pod uprawę. Pola uprawne znajdują się jeszcze w niewielkiej odległości na zachód i północ od jej punktu kulminacyjnego. 
Po południowej stronie Bazelówki biegnie przez las piaszczysta droga z Ryczowa do wsi Złożeniec. Bazelówka znajduje się po jej lewej stronie. Po prawej stronie drogi znajduje się skała Bazelowa, na której uprawiana jest wspinaczka skalna. Przy drodze tej znajdują się jeszcze dwie inne skały wspinaczkowe: Industrialna i Brzuchacka Skała.